# Platynki (ptaki)
Platynki (Teretistridae) – monotypowa rodzina ptaków z podrzędu śpiewających (Oscines) z rzędu wróblowych (Passeriformes), tradycyjnie zaliczana do lasówek (Parulidae).

## Zasięg występowania
Rodzina obejmuje gatunki występujące endemicznie na Kubie.

## Morfologia
Długość ciała 13 cm; masa ciała 6–18,5 g.

## Systematyka

### Etymologia
Teretistris: gr. τερετισμα teretisma „gwizdanie, świergotanie”, od τερετιζω teretizō „świergotać”.

### Podział systematyczny
Do rodziny należy jeden rodzaj – Teretistris – z następującymi gatunkami:
- Teretistris fernandinae (Lembeye, 1850) – platynka żółtogłowa
- Teretistris fornsi Gundlach, 1858 – platynka szarogłowa